# 劉仲華
劉 仲華（りゅう ちゅうか、1965年3月 - ）は、中華人民共和国の作物栽培学者、茶学者。中国工程院院士。現職は湖南農業大学教授、博士課程の指導者。

## 経歴
1965年3月、湖南省衡陽市で生まれる。劉仲華は湖南農業大学で学士と修士の学位を取得した。湖南農業大学の指導教官は施兆鵬教授。1988年に大学卒業と同時に同校の教職員となった。1988年から湖南農業大学助教授、1991年講師、1999年同教授。2014年7月、清華大学にて博士号を取得。2020年5月21日、浙江茶葉学院名誉院長に就任。

## 栄典
- 2008年、国家科技進歩賞（二級）。
- 2019年11月18日、何梁何利奨農学奨[3]。
- 2019年11月22日、中国工程院院士[1]。